# تاریخ هلسینکی
هلسینکی پایتخت فنلاند و بزرگ‌ترین شهر آن است. این شهر در طول قرن نوزدهم رشد چشمگیری یافت. استقلال فنلاند، جنگ داخلی فنلاند و سه درگیری متوالی مرتبط با جنگ جهانی دوم، هلسینکی را به مکانی برای فعالیت‌های سیاسی و نظامی قابل توجه در نیمه اول قرن بیستم تبدیل کرد. هلسینکی میزبان بازی‌های المپیک تابستانی در سال ۱۹۵۲، پایتخت فرهنگی اروپا در سال ۲۰۰۰ و پایتخت طراحی جهانی در سال ۲۰۱۲ بود. هلسینکی در سال ۱۵۵۰ میلادی بنا نهاده شد و پس از ۲۵۰ سال در سال ۱۸۱۲ میلادی به عنوان پایتخت این سرزمین شمالی انتخاب گردید. این شهر در قرون وسطی تأسیس شد تا رقیب سوئدی سایر بنادر خلیج فنلاند باشد، اما برای بیش از دو قرن یک دهکده کوچک ماهیگیری باقی مانده بود. اهمیت آن برای پادشاهی سوئد در اواسط قرن هجدهم افزایش یافت، زمانی که قلعه‌ای که در ابتدا با نام سیومنلینا شناخته می‌شد، در ورودی این بندر ساخته شد.

## پادشاهی سوئد

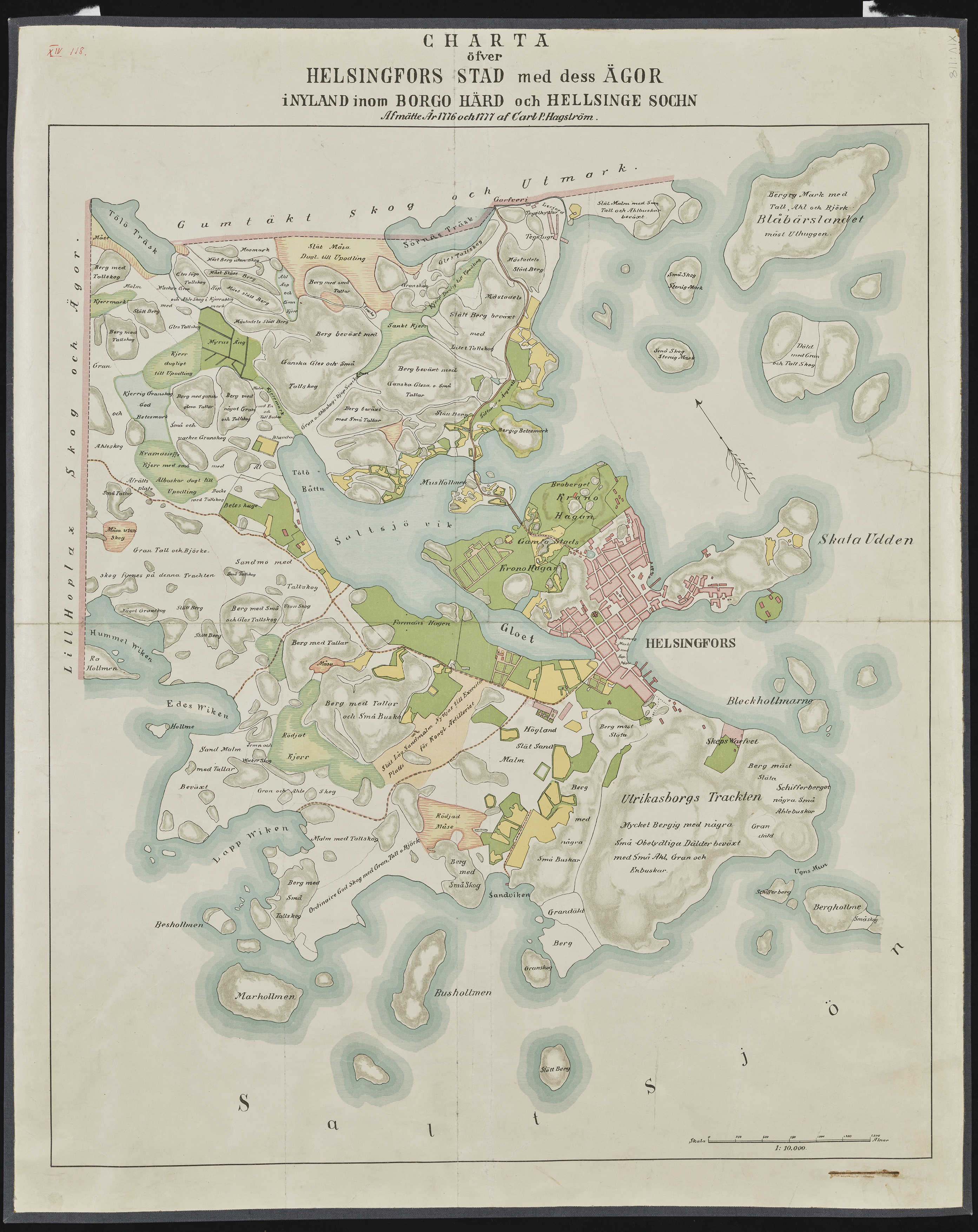
نقشه شهر هلسینکی ۱۷۷۶

هلسینکی توسط پادشاه سوئد گوستاو اول در سال ۱۵۵۰ به عنوان هلسینگفوش یا همان هلسینکی (به گویش فنلاندی اصیل: هلسینگفورس) تأسیس شد. گوستاو اول قصد داشت این شهر در جهت تحکیم تجارت در قسمت جنوبی فنلاند و تأمین یک رقیب برای شهر تالین، بر تجارت محلی تسلط پیدا کند. اطمینان از این طرح و دوام اقتصادی شهر جدید، نیاز جمعیت بیشتر داشت. گوستاو اول به شهروندان چندین منطقه دیگر از فنلاند دستور داد که به هلسینگفورس کوچ کنند، اما این برنامه به اثر مورد نظر خود نرسید. تصرف بخشی از سوئد در شمال شرقی استونی کنونی، از جمله تالین، در سال ۱۵۶۱ در طول جنگ لیوونی باعث شد سوئد علاقه خود را برای ایجاد یک رقیب برای تالین از دست بدهد و هلسینگفورس پس از دهه‌ها به عنوان یک روستای فراموش شده باقی بماند.
در سال ۱۶۴۰، هلسینگفورس تا دهانه رودخانه وانتا امتداد یافت، اما بندر توسعه یافته نتوانست تجار را به خود جلب کند. شیوع طاعون در سال ۱۷۱۰ قسمت عمده‌ای از ساکنان هلسینگفورس را کشت.
پس از آنکه روسیه با تأسیس سن پترزبورگ شروع به ادعای مالکیت بر برخی جزایر خود در کشورهای حوزه دریای بالتیک کرد، هلسینگفورس دوباره توسط مقامات دربار سوئد تقویت شد تا از این شهر در برابر حملات روسیه محافظت کند؛ و ساخت قلعه جزیره سیومنلینا در سال ۱۷۴۸ آغاز شد.
در طول جنگ فنلاند، روس‌ها در مارس ۱۸۰۸ هلسینگفورس را تصرف کرده و جزیره سیومنلینا را محاصره کردند تا اینکه در ماه مه این جزیره تسلیم شد. علاوه بر این، در زمستان همان سال حدود یک چهارم اهالی شهر در ماه نوامبر در اثر آتش‌سوزی تخریب شد.

## دوک‌نشین فنلاند

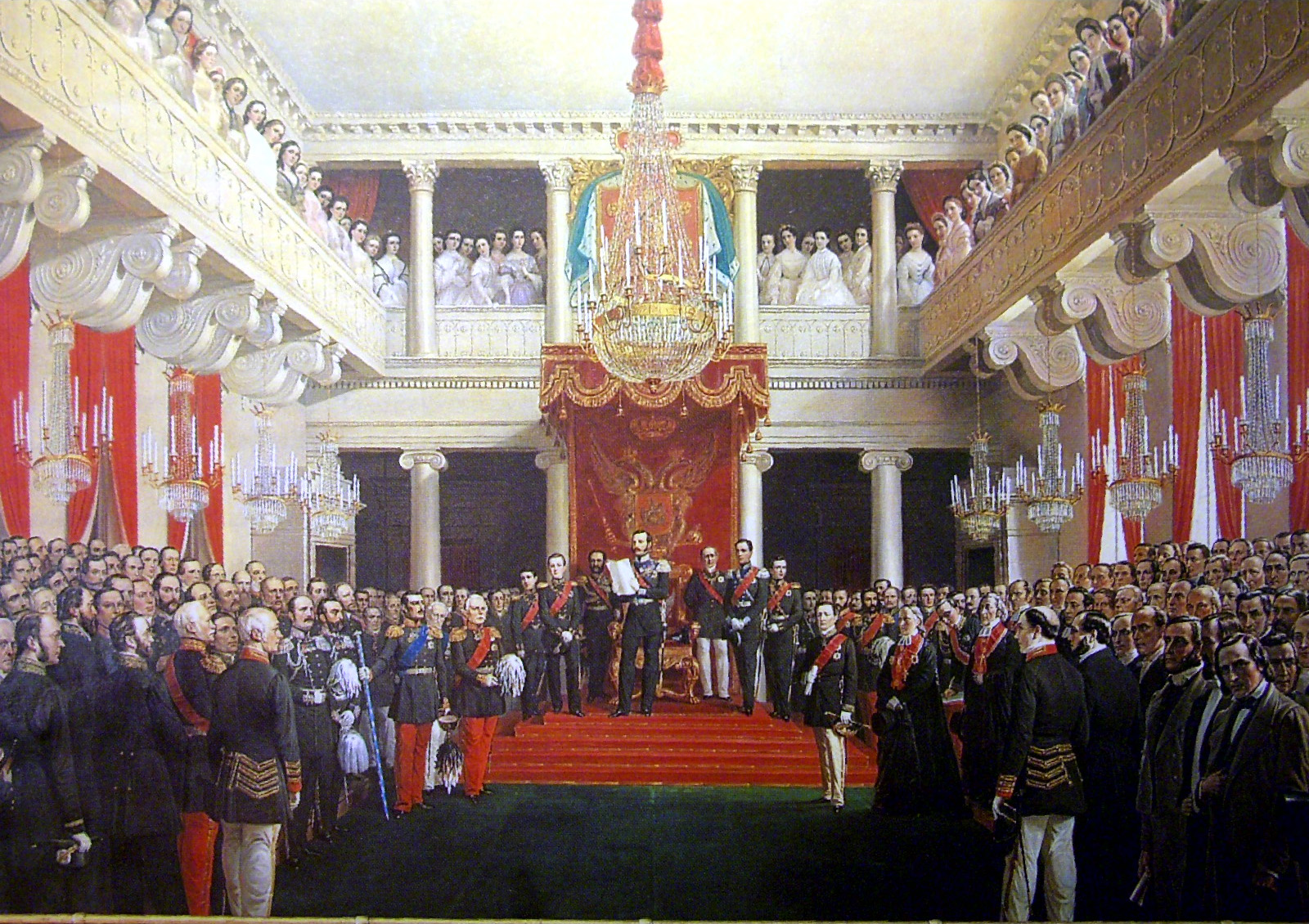
الکساندر دوم مجدداً برنامه‌های غذایی فنلاند را در سال ۱۸۶۳ برقرار کرد

سیومنلینا که در حال حاضر یک محله متشکل از ۸ جزیره کوچک در ۴ کیلومتری جنوب شرقی هلسینکی و جزو میراث جهانی یونسکو است، در حالی که قصد داشت از هلسینکی در برابر حمله روسیه محافظت کند، سرانجام در جریان جنگ فنلاند (۱۸۰۹–۱۸۰۸) تسلیم روسیه شد و فنلاند به عنوان بخشی از معاهده فردریکس هامن به امپراتوری روسیه داده شد. از این زمان، روسیه پایتخت فنلاند را از تورکو به هلسینکی منتقل کرد.
اعتقاد بر این بود که عدم نفوذ نسبی سوئد در هلسینکی، همراه با نزدیکی بیشتر آن به سن پترزبورگ، می‌تواند فرهنگ سوئدی در فنلاند را تقلیل دهد. از این رو مقامات روسی قصد داشتند شهر هلسینکی را به سبک نئوکلاسیک بازسازی کنند و شهر را به یک پایتخت مدرن مانند سن پترزبورگ تبدیل کنند. در سال ۱۸۱۲ یوهان آلبراخت ارنستروم میدان سنا را به عنوان میدان اصلی برای پایتخت جدید هلسینکی در طرح جامع شهر طراحی کرد. محل فعلی میدان سنا در قرون ۱۷ و ۱۸ گورستانی وسیع بود. در ۱۸۲۲ کاخ شورای دولتی در ضلع شرقی میدان سنا تکمیل شد. تا سال ۱۸۱۸ از این کاخ به عنوان مقر سنای فنلاند استفاده می‌شد تا اینکه در سال ۱۹۱۸ این بنا به شورای دولتی واگذار شد و اکنون دفتر نخست‌وزیر و کابینه فنلاند است. در سال ۱۸۳۲ ساختمان اصلی دانشگاه هلسینکی، در سمت مقابل میدان سنا ساخته شد.
کارل لودویگ انگل از سال ۱۸۱۸ تا ۱۸۴۰ در ضلع شمالی میدان سنا در حال ساخت بنای کلیسای جامع هلسینکی بود. این کلیسا که آن زمان کلیسای مقدس نیکلاس نامیده می‌شد، در بلندای خود، مشرف بر میدان سنا است و ۱۲ سال پس از مرگ آنگل، توسط پسرش تکمیل و در سال ۱۸۵۲ افتتاح شد.

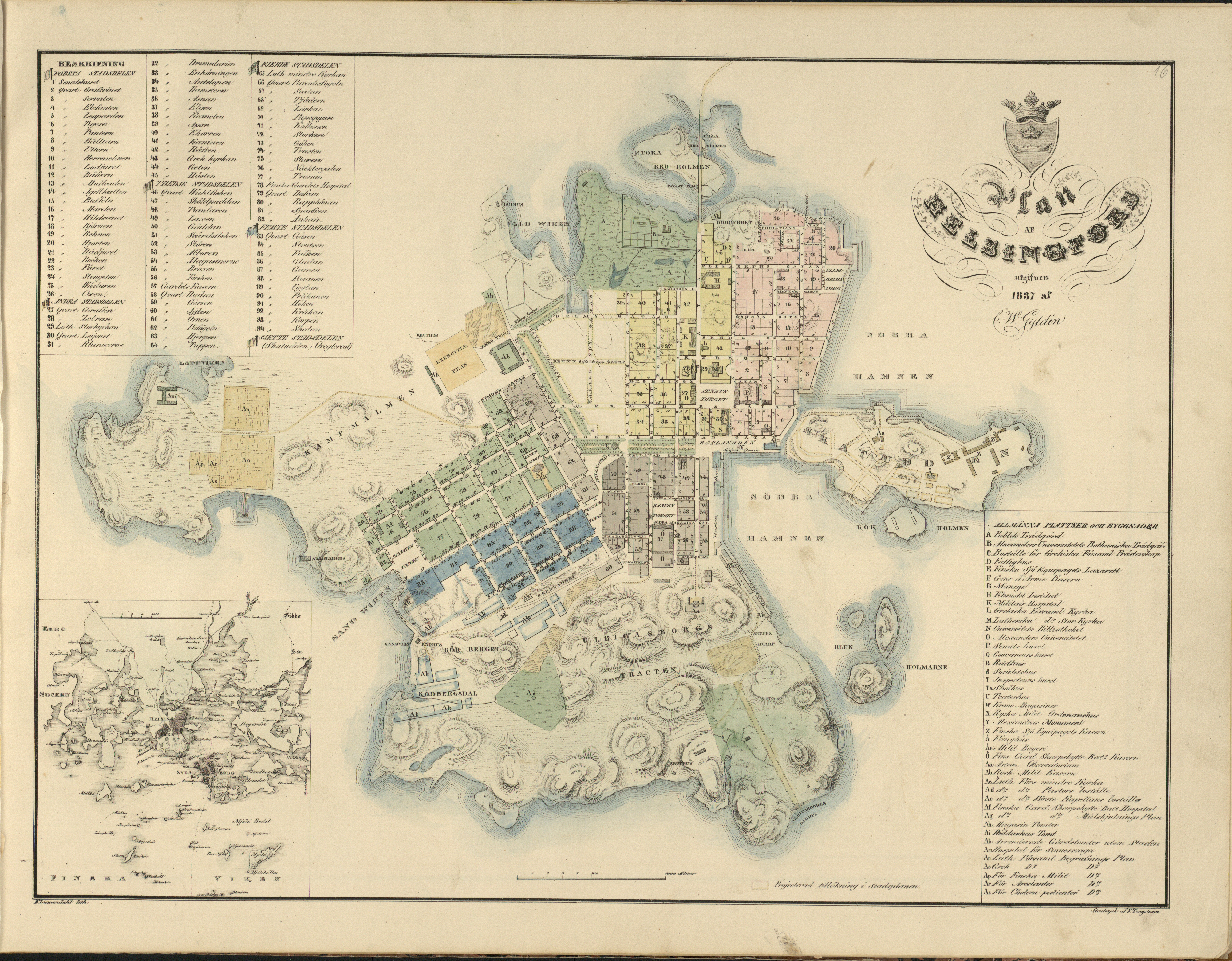
نقشه هلسینکی ۱۸۳۷

در طول سده ۱۹، هلسینکی به مرکز اقتصادی و فرهنگی فنلاند تبدیل شد. همانند سایر شهرهای مهم اروپایی، پیشرفت‌های فنی مانند احداث ترابری ریلی و صنعتی‌سازی عوامل اصلی رشد این شهر بودند. اولین ایستگاه راه‌آهن هلسینکی در سال ۱۸۶۲ با سرویس دهی به هامنلینا افتتاح شد. از اواخر قرن نوزدهم، زبان فنلاندی بیشتر و بیشتر در هلسینکی رواج پیدا کرد؛ زیرا افرادی که از حومه به شهر مهاجرت می‌کردند، بیشتر به زبان فنلاندی صحبت می‌کردند. این روند فرهنگی- تاریخی چنان رشد فزاینده‌ای داشت که در آغاز سده ۲۰، این شهر عمدتاً فنلاندی زبان بود. امروزه نیز سوئدی زبانان اقلیت کمی در هلسینکی هستند.
نقش هلسینکی به عنوان پایتخت باعث شد که محل رویدادهای مهمی از تاریخ قرن ۱۹ و ۲۰ فنلاند باشد. در حالی که ۹۰ سال اول تحت حکومت روسیه برای توسعه شهر هلسینکی و ملت فنلاند مفید بود، روسی سازی فنلاند در سال ۱۸۹۹، در زمان سلطنت نیکلای دوم آغاز شد.
در سال ۱۸۹۸ نیکولای بوبریکف به عنوان فرماندار کل فنلاند منصوب شد. نقش بوبریکوف سرعت بخشیدن به روند روسی‌سازی و جذب فنلاند به‌طور کامل در امپراتوری روسیه حتی با توسل به زور بود. همین امر او را در میان فنلاندی‌ها به شدت منفور کرد تا اینکه در سال ۱۹۰۴ توسط یک نجیب‌زاده ملی‌گرای فنلاندی سوئدی زبان ایوشن شائومن در کاخ دولت هلسینکی ترور شد.

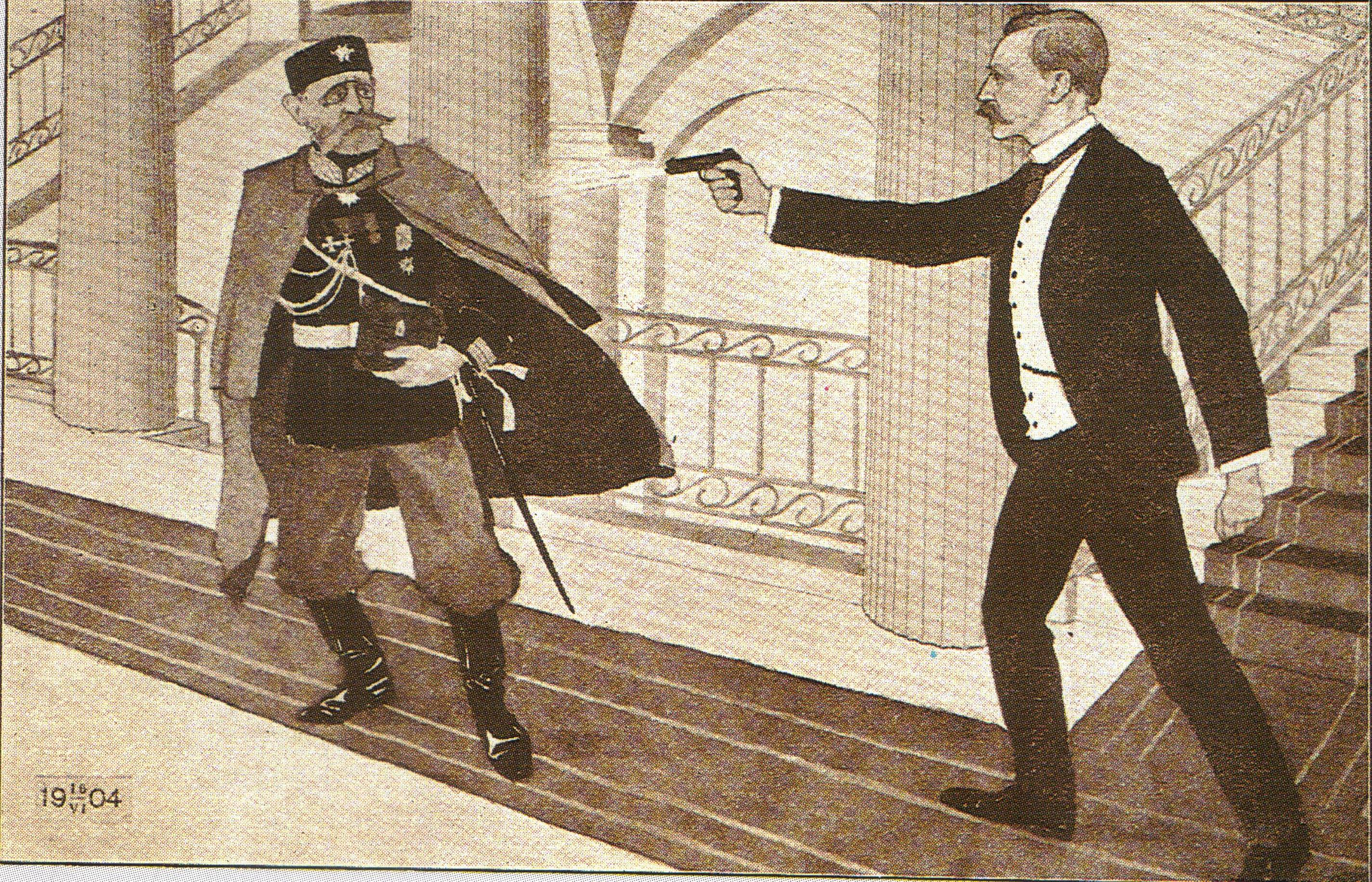
یک نقاشی از ترور نیکولای بوبریکف توسط ایوشن شائومن

## سده ۲۰ تا پایان جنگ جهانی دوم

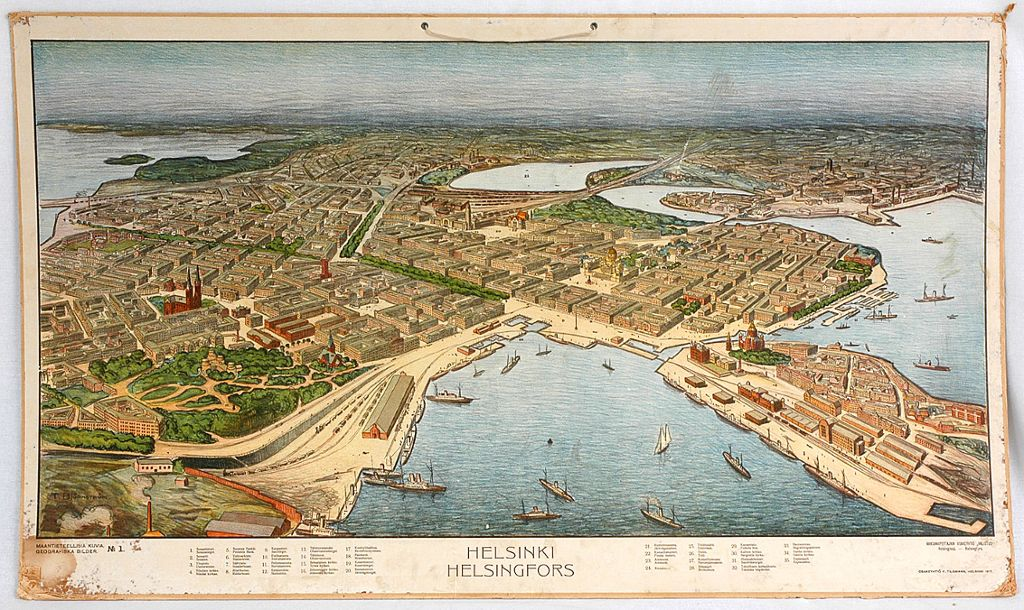
نفشه هلسینکی ۱۹۱۷

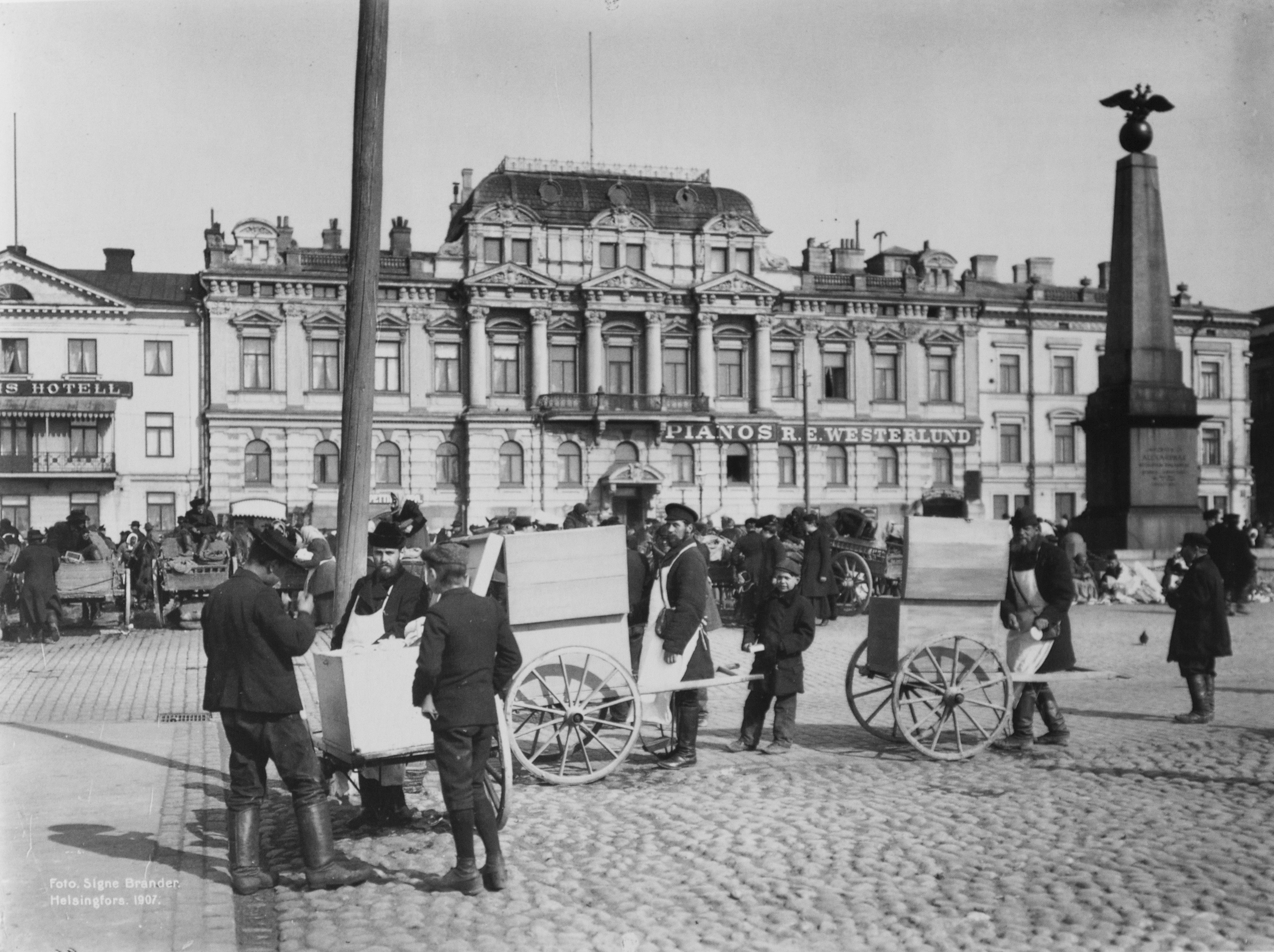
میدان بازار هلسینکی در ۱۹۰۷

پس از ترور بوبریکوف تا سال ۱۹۱۷ از سوی تزار ۷ فرماندار کل دیگر برای فنلاند انتخاب شدند که هیچ‌کدام از پشتیبانی مردم فنلاند و به ویژه اهالی هلسینکی برخوردار نبودند؛ و نارضایتی از حکومت روسیه و درخواست استقلال همچنان ادامه داشت.
در سال ۱۹۱۷ فنلاند از انقلاب روسیه برای دستیابی به استقلال سرزمین خود استفاده کرد. اما آشفتگی سیاسی-اجتماعی منجر به انقلاب روسیه در فنلاند نیز وجود داشت و استقلال بلافاصله با یک جنگ داخلی موسوم به جنگ داخلی فنلاند برای ۳ ماه، ۲ هفته و ۴ روز دنبال شد. فراکسیون سوسیالیست-کمونیست جمعیت (سرخ‌ها) علیه جناح محافظه کار و دولت قیام کرد. علامت آغاز خصومت‌ها روشن شدن یک فانوس قرمز در برج تالار کارگران هلسینکی در منطقه هاکانیمی در این شهر در ۲۶ ژانویه ۱۹۱۸ بود. در فرهنگ عامه این درگیری‌ها به جنگ سرخ‌ها (رنگ کمونیست‌ها) با سفیدها (رنگ جناح محافظه کار و دولت) معروف است. از آنجا که هلسینکی در مناطقی بود که جزو گروه سرخ‌ها محسوب می‌شد، دولت محافظه کار فنلاند، شهر را ترک کرد و دوباره در واسا مستقر شد. دولت جمهوری سوسیالیست کارگران فنلاند (همان‌طور که فنلاند سرخ به‌طور رسمی شناخته می‌شد) در ۲۸ ژانویه ۱۹۱۸ در هلسینکی تأسیس شد. سربازان آلمانی به کمک نیروهای دولتی آمدند و در ۱۳ آوریل هلسینکی را از سرخ‌ها پس گرفتند. در حالی که در طی درگیری توسط هر دو طرف جنایات زیادی انجام شده بود، هزاران زندانی جناح سرخ پس از جنگ، توسط جناح سفید در چندین مکان از جمله قلعه سوومنلینا بازداشت شدند. ملت تازه تولد یافته در میان آشوب‌های بین جنگ در اروپا به عنوان جمهوری دموکراتیک توسعه یافت.

## هلسینکی در جنگ جهانی دوم
مقالهٔ اصلی: بمباران هلسینکی در جنگ جهانی دوم
مطابق پیمان مولوتوف–ریبنتروپ در اوت ۱۹۳۹ بین اتحاد جماهیر شوروی و آلمان نازی، فنلاند در حوزه نفوذ اتحاد جماهیر شوروی قرار گرفت. در نتیجه، شوروی برای شروع جنگ زمستان در ۳۰ نوامبر ۱۹۳۹ به فنلاند حمله کرد. هلسینکی بلافاصله پس از شروع جنگ و سپس چندین بار دیگر در طول جنگ بمباران شد. پس از توافق نامطلوب صلح برای پایان دادن به جنگ، فنلاند از فرصت استفاده کرد و در جنگ جهانی دوم با آلمان نازی علیه اتحاد جماهیر شوروی به جنگ ادامه داد. پس از جنگ، فنلاند مجبور به پرداخت غرامت به اتحاد جماهیر شوروی شد.

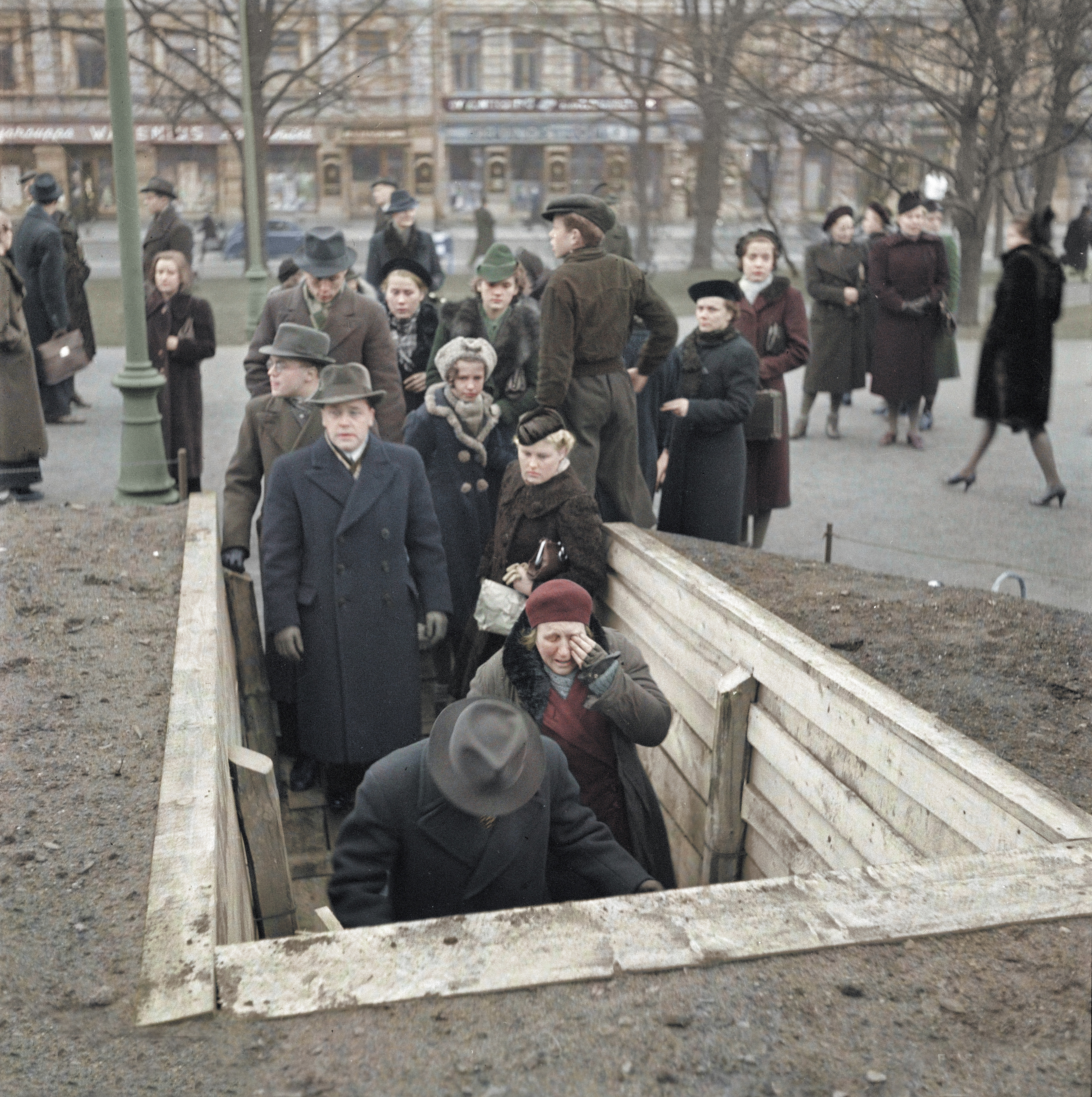
یک پناهگاه عمومی در هلسینکی در ۱۹۴۲. در طی بمباران هلسینکی توسط شوروی

هلسینکی، پایتخت فنلاند، در طول جنگ جهانی دوم بارها بمباران شد. بین سال‌های ۱۹۳۹ و ۱۹۴۴، فنلاند در معرض بمباران‌های زیادی توسط اتحاد جماهیر شوروی قرار گرفت. بزرگ‌ترین آنها سه حمله در فوریه ۱۹۴۴ بود که به آنها حملات بزرگ علیه هلسینکی گفته می‌شود.
در پاییز سال ۱۹۳۹، هلسینکی توسط هنگ یکم ضدهوایی محافظت گردید. پدافند هوایی هلسینکی از بهار ۱۹۴۳ به بعد تحت رهبری سرهنگ پکا یوکیپالتیو به‌طور قابل توجهی تقویت شد. در طول جنگ پس‌آیند، آلمان نازی دو رادار هشدار اولیه و چهار رادار اسلحه‌گذاری را به هلسینکی ارائه کرد، همچنین ۱۸ توپ ضدهوایی فلاک ۸۸ آلمانی نیز در هلسینکی قرار گرفت و نورافکن‌های ضدهوایی در لاوتتاساری، کپو له و در سانتاهامینا قرار گرفتند. تا فوریه ۱۹۴۴ پدافند هوایی هلسینکی دارای ۷۷ فلاک ۸۸، ۴۱ توپ، ۳۶ چراغ جستجو، ۱۳ موقعیت‌یابی صوتی و ۶ رادار به اضافه ردیاب‌های بصری و واحدهای ضدهوایی نیروی دریایی فنلاند بود. آلمان همچنین از هلسینکی دربرخی از حملات جنگنده‌های شبانه هوایی شوروی پشتیبانی کرد.
سیستم فرماندهی پدافند هوایی مبتنی بر سیستم آلمانی و کاملاً مؤثر بود - پرسنل کلیدی در آلمان آموزش دیده بودند. کمبود نیروی انسانی باعث شد که پدافند هوایی نیز از پسران داوطلب ۱۶ ساله موسوم به (گارد سفید) برای جابجایی اسلحه‌ها و دختران جوان سازمان شمشیر لوتا برای استفاده ازچراغ‌های جستجو استفاده کند.
آلمانی‌ها همچنین یک یگان جنگنده شبانه متشکل از ۱۲ هواپیما در هلسینکی در خلیج فنلاند بین تالین و هلسینکی مستقر کرده بودند.

### بمباران ۸ نوامبر ۱۹۴۲
در روز ۸ نوامبر ۱۹۴۲، یک بمب‌افکن شیرجه‌ای از نوع پتلیاکوف پی ای-۲ یک بمب را در تقاطع بین خیابان‌های اورینکاتو وروبرتینکاتو در نزدیکی یک سالن سینما (جایی که فیلم سه تفنگدار در آن زمان در حال پخش بود) پرتاب کرد. و درمجموع ۵۱ کشته و ۱۲۰ مجروح حاصل انفجار این بمب بود. قربانیان عمدتاً کودکان و جوانان بودند.

### حملات بزرگ فوریه ۱۹۴۴
در فوریه ۱۹۴۴، اتحاد جماهیر شوروی سه بمباران گسترده را علیه هلسینکی انجام داد. هدف شکستن روحیه جنگندگی فنلاند و وادار کردن فنلاندی‌ها به آمدن به سر میز صلح بود. این حملات در شب‌های ۶–۷، ۱۶–۱۷ و ۲۶–۲۷ فوریه انجام شد. جوزف استالین در کنفرانس تهران در سال ۱۹۴۳ حمایت بریتانیا و آمریکا را برای این اقدام به دست آورده بود. به این ترتیب، شوروی امیدوار بود که فنلاند را مجبور کند که روابط خود را با آلمان قطع کرده و با یک راه حل صلح موافقت کند.
نیروهای دفاع هوایی فنلاند در سه حمله فوریه ۱۹۴۴، ۲۱۲۱ بمب افکن را شمارش کردند که بیش از ۱۶۰۰۰ بمب پرتاب کردند. از ۳۴۲۰۰ توپ ضدهوایی شلیک شده به سوی بمب افکن‌ها، ۲۱۲۰۰ گلوله با توپخانه سنگین و ۱۲۹۰۰ گلوله با توپخانه سبک فلاک ۸۸ بوده‌است. فنلاندی‌ها رهیاب‌های شوروی را با روشن کردن آتش در جزایر خارج از شهر و استفاده از نورافکن فقط در شرق شهر فریب دادند و بدین وسیله رهیاب‌ها را به این باور رساندند که این شهر است. در نتیجه فقط ۵۳۰ بمب در داخل شهر افتاد. البته بیشتر جمعیت هلسینکی شهر را ترک کرده بودند و تلفات کمتر از سایر شهرهای بمباران شده در طول جنگ بود.
از ۲۲ تا ۲۵ بمب افکن شوروی که در این حملات نابود شدند، ۱۸ تا ۲۱ بمب افکن با آتش فلاک ۸۸ از بین رفتند و چهار فروند توسط جنگنده‌های شبانه آلمانی سرنگون شدند.

#### حمله بزرگ: ۶–۷ فوریه
اولین بمب‌ها در ساعت ۱۹:۲۳ بر روی شهرسقوط کردند. حدود ۳۵۰ بمب در داخل شهر و تقریباً ۲۵۰۰ بمب در خارج از هلسینکی سقوط کرد. تعداد کل بمب‌های پرتاب شده (شامل بمب‌هایی که در دریا افتاده‌اند) حدود ۶۹۹۰ بمب بود. تقریباً ۷۳۰ هواپیمای بمب افکن در این حمله شرکت داشتند. بمب افکن‌ها در دو موج وارد شدند: ۱۸:۵۱–۲۱:۴۰ در ۶ فوریه و ۰۰:۵۷–۰۴:۵۷ در ۷ فوریه. بیشتر آسیب‌ها در ناحیه اسکاتوددن وارد شد و خیابان‌های پورتانین‌کاتو، کاسارمیکاتو، کایسانیمی‌گاتتان و برگاتان نیز آسیب قابل توجهی از بمب را متحمل شدند چنان‌که دانشگاه فنی ویران شد.
اگرچه این عملیات گسترده‌ترین حمله بود، اما خسارات وارده دوباره بسیار محدود بود: ۲۱ نفر کشته و ۳۵ نفر زخمی شدند. ۵۹ ساختمان ویران شد و ۱۳۵ ساختمان آسیب دید.

## هلسینکی مدرن
پس از جنگ جهانی دوم هلسینکی و دیگر مناطق فنلاند رونق گرفتند. یک رویداد مهم میزبانی بازی‌های المپیک تابستانی ۱۹۵۲ بود. این رویداد مهم از ۱۹ ژوئیه تا ۳ اوت ۱۹۵۲ میلادی در شهر هلسینکی و با حضور ۴٬۹۵۵ ورزشکار زن و مرد از ۶۹ کشور جهان و در ۱۷ رشته ورزشی برگزار شد.
در دهه ۱۹۷۰ شهرنشینی سریع‌تر در هلسینکی رواج پیدا کرد. از ۵۰ جزیره این شهر بسیاری با سازه‌های مهندسی به یکدیگر و برخی به هلسینکی مرتبط شدند. در اواسط دهه ۷۰ هلسینکی با افزایش ۳ برابری جمعیت روبرو شد و عملاً پایتخت فنلاند به یک کلان‌شهر تبدیل گردید؛ و متروی هلسینکی در همین دهه طراحی و در سال ۱۹۸۲ کامل شد. با این همه هنوز جمعیت هلسینکی نسبت به وسعت و پراکندگی مناطق آن به ویژه جغرافیای منحصر بفرد این شهر و حومه اطرافش کم است.
در ۱۸۱۰ در اوایل ایجاد طرح جامع شهر هلسینکی جمعیت آن طبق سرشماری غیررسمی ۴٬۰۷۰ تن اعلام شد. پس از آن به ترتیب در ۱۸۳۰: ۱۱٬۱۰۰ نفر، ۱۸۵۰: ۲۰٬۷۰۰ نفر، ۱۸۸۰: ۴۳٬۳۰۰ نفر، ۱۹۰۰: ۹۳٬۶۰۰ نفر، ۱۹۲۵: ۲۰۹٬۸۰۰ نفر، ۱۹۶۰: ۴۲۵٬۰۰۰ نفر، ۲۰۰۱: ۵۵۹٬۷۱۸ نفر، ۲۰۱۲: ۵۹۶٬۲۳۳ نفر و در سال ۲۰۱۷: ۶۳۵٬۰۰۰ برآورد شده‌است.
هلسینکی پایتخت فرهنگی اروپا در سال ۲۰۰۰ و پایتخت طراحی جهانی در سال ۲۰۱۲ بود. این شهر شمالی‌ترین پایتخت یک کشور عضو اتحادیه اروپا محسوب می‌شود؛ و پس از استکهلم و اسلو، هلسینکی دارای سومین شهرداری بزرگ در کشورهای شمال اروپا است. بر اساس گزارش اکونومیست در سال‌های ۲۰۱۱ و ۲۰۱۶ این شهر رتبه ۱ شاخص زندگی و رده ۹ رتبه‌بندی جهانی امید به زندگی بین ۱۴۰ کلان‌شهر دنیا را به خود اختصاص داده‌است.

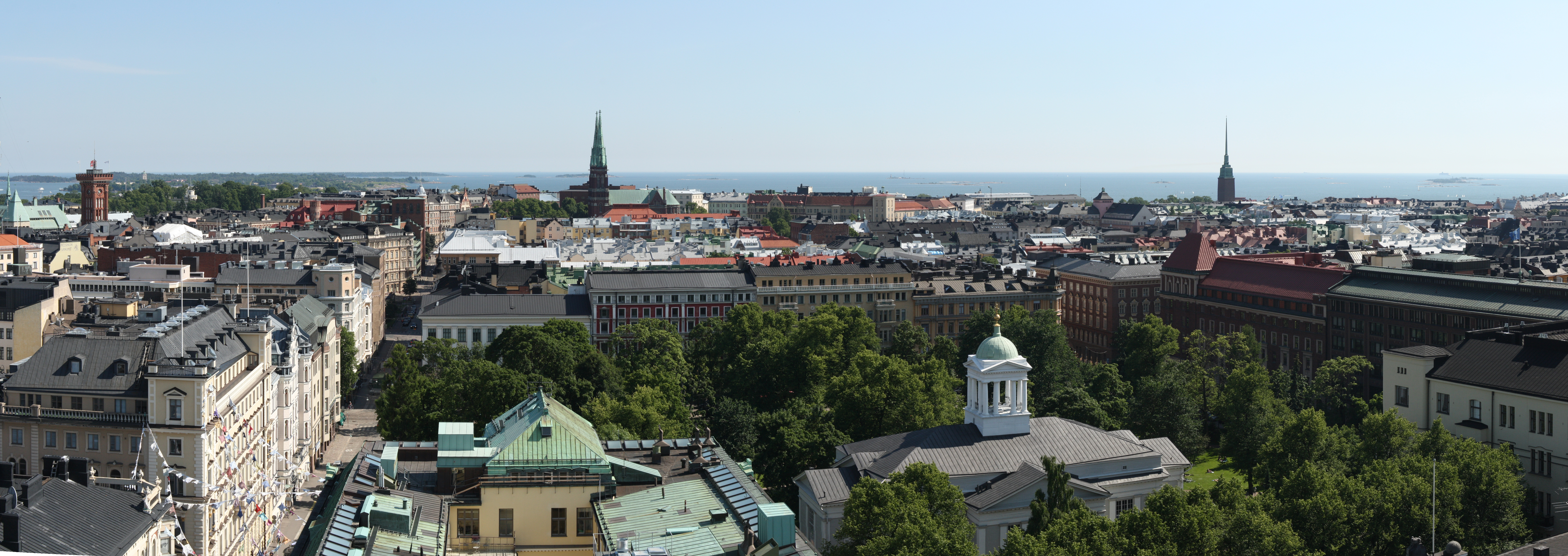
سراسرنما از جنوب غربی هلسینکی برج هتل، کلیسای قدیمی هلسینکی و پارک اطراف آن در پیش زمینه دیده می‌شود، برج‌های کلیسای سینت جان (تقریباً در مرکز تصویر) و کلیسای میکائیل آگریکولا (سمت راست) و در انتها خلیج فنلاند قرار گرفته‌است.

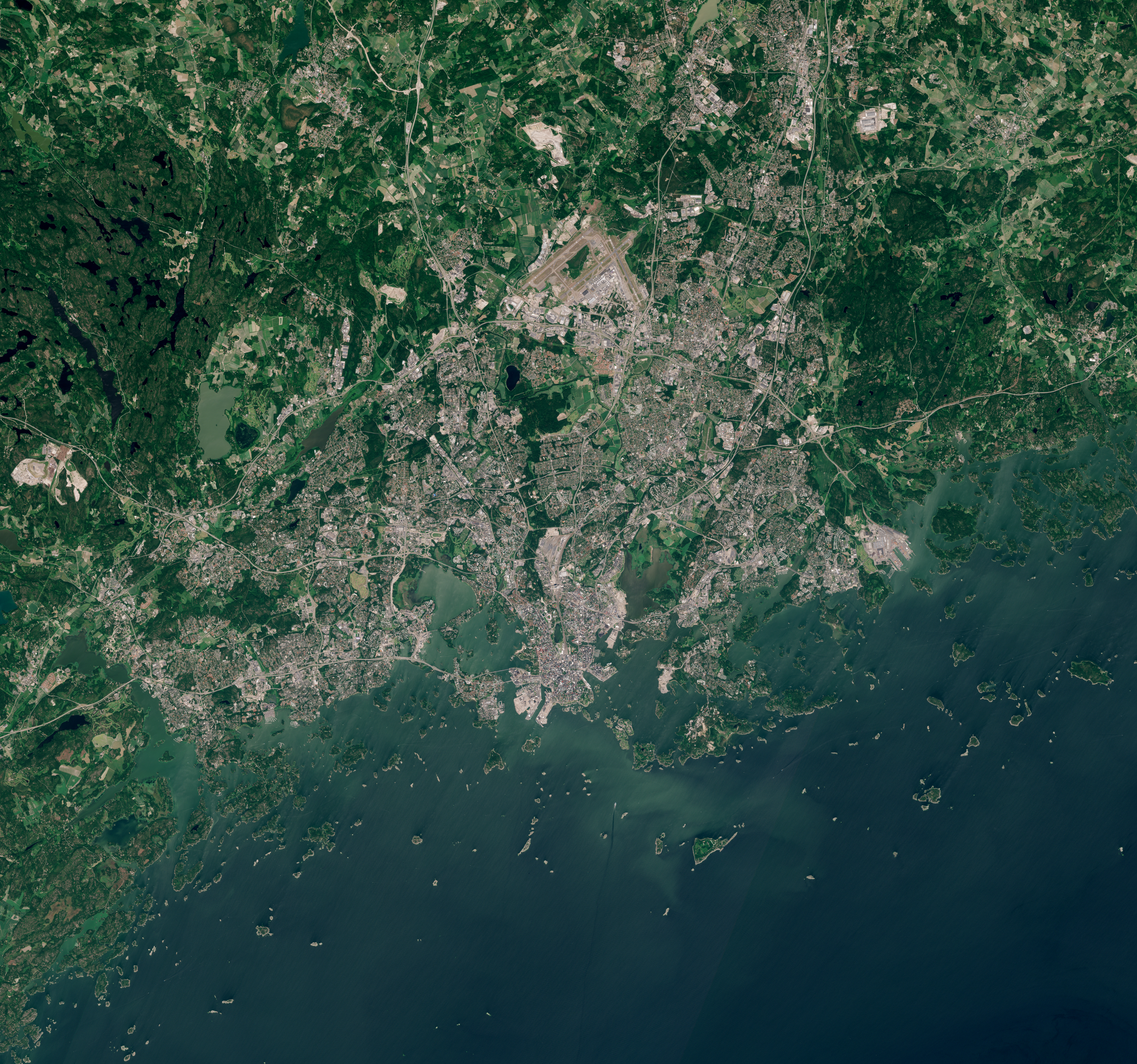
تصویر ماهواره‌ای از هلسینکی

## جغرافیای هلسینکی
مقالهٔ اصلی: [جغرافیای هلسینکی]]
مساحت هلسینکی ۶۸۶ کیلومتر مربع (۲۶۵ مایل مربع) است. از این مقدار ۱۸۶ کیلومتر مربع (۷۲ مایل مربع) زمین و ۵۰۰ کیلومتر مربع (۱۹۰ مایل مربع) آن آب است. هلسینکی در این مختصات واقع شده‌است:۶۰°۱۰′ شمالی ۲۴°۵۶′ شرقی / ۶۰٫۱۶۷°شمالی ۲۴٫۹۳۳°شرقی.

## تقسیمات فرعی
این فهرستی از محله‌ها و ناحیه‌ها در شهر هلسینکی است.
- آلپپیلا
- آرابیان‌رانتا
- آورینکلاهتی
- ایرا، هلسینکی
- هاگا، هلسینکی
- هاکانیمی
- هاکونینماآ
- هاریو، هلسینکی
- هیکین‌لااکسو
- هرماننی
- هرتتونیمی
- هیتالاهتی، هلسینکی
- گورستان هیتانیمی
- هوئوپالاهتی
- ایته‌کسکوس
- یاکمکی
- یوللاس، هلسینکی
- یتکساری
- کارتینکااوپونکی
- کایووپوئیستو
- کالاساتاما
- کاللاهتی
- کاللیو
- کامپی
- کاننلمکی
- کارهوساری
- کاتایانوککا
- کیوی‌هاکا
- کیویککو
- کلووی
- کنالا
- کنتولا، هلسینکی
- کسکلا
- کرونون‌هاکا
- لایاسالو
- کولساری
- کومپولا
- کارلا، هلسینکی
- کورکیمکی
- کوسیساری
- کپوله
- لااکسو
- لندبو
- لاسسیلا
- ویککی
- لاوتتاساری
- لهتیساری
- مالمی
- مالمینکارتانو
- ماریانیمی
- مااونولا
- مانوننوا
- می‌لاهتی
- مللون‌مکی
- مری-راستیلا
- متسله
- مونکنیمی
- میوللی‌پورو
- اولونکوله
- پایامکی
- پاکیلا
- پالوهینه
- پاسیلا
- پیهلایامکی
- پیهلایستو
- پیککوهووپالاهتی
- پیتینمکی
- پوئیستولا
- پوکینمکی
- پواوتیلا
- پواوتین‌هاریو
- پوناووری
- راستیلا
- ریمارلا
- روی‌هووری
- روهولاهتی
- روسکیاسوو
- سانتاهامینا
- سیلتامکی
- سوئومن‌لینا
- سورمتسه
- سواوتاریلا
- تاممیسالو
- تاپانیلا
- تاپانین‌کوله
- تاپولیکااوپونکی
- ترپپارینمکی
- تواوکولا
- تواومارینکوله
- تولوی پائین (هلسینکی)
- تولوی بالا (هلسینکی)
- اولانلینا
- واللیلا
- وانهاکاوپونکی
- وارتیوهاریو
- وسالا
- ویککی
- واوساری
- اوسترسوندوم

## اقلیم
- میانگین دما (۲۰۰۱): +۵٫۹ درجه سانتی گراد (۴۲ درجه فارنهایت)
- گرم‌ترین ماه، جولای، میانگین دما: +۱۷٫۲ درجه سانتی گراد (۶۳ درجه فارنهایت)
- سردترین ماه، فوریه، میانگین دما: -۴٫۷ درجه سانتی گراد (۲۳ درجه فارنهایت)

| داده‌های اقلیم مرکز شهر هلسینکی                                                    | داده‌های اقلیم مرکز شهر هلسینکی | داده‌های اقلیم مرکز شهر هلسینکی | داده‌های اقلیم مرکز شهر هلسینکی | داده‌های اقلیم مرکز شهر هلسینکی | داده‌های اقلیم مرکز شهر هلسینکی | داده‌های اقلیم مرکز شهر هلسینکی | داده‌های اقلیم مرکز شهر هلسینکی | داده‌های اقلیم مرکز شهر هلسینکی | داده‌های اقلیم مرکز شهر هلسینکی | داده‌های اقلیم مرکز شهر هلسینکی | داده‌های اقلیم مرکز شهر هلسینکی | داده‌های اقلیم مرکز شهر هلسینکی | داده‌های اقلیم مرکز شهر هلسینکی |
| ماه                                                                               | ژانویه                         | فوریه                          | مارس                           | آوریل                          | مه                             | ژوئن                           | ژوئیه                          | اوت                            | سپتامبر                        | اکتبر                          | نوامبر                         | دسامبر                         | سال                            |
| --------------------------------------------------------------------------------- | ------------------------------ | ------------------------------ | ------------------------------ | ------------------------------ | ------------------------------ | ------------------------------ | ------------------------------ | ------------------------------ | ------------------------------ | ------------------------------ | ------------------------------ | ------------------------------ | ------------------------------ |
| سابقهٔ بیش‌ترین °C (°F)                                                             | ۸٫۵ (۴۷)                       | ۱۱٫۸ (۵۳)                      | ۱۷٫۱ (۶۳)                      | ۲۱٫۹ (۷۱)                      | ۲۹٫۶ (۸۵)                      | ۳۲٫۰ (۹۰)                      | ۳۳٫۲ (۹۲)                      | ۳۱٫۲ (۸۸)                      | ۲۶٫۲ (۷۹)                      | ۱۹٫۴ (۶۷)                      | ۱۱٫۶ (۵۳)                      | ۱۰٫۰ (۵۰)                      | ۳۳٫۲ (۹۲)                      |
| میانگین بیش‌ترین °C (°F)                                                           | −۱٫۳ (۳۰)                      | −۱٫۹ (۲۹)                      | ۱٫۶ (۳۵)                       | ۷٫۶ (۴۶)                       | ۱۴٫۴ (۵۸)                      | ۱۸٫۵ (۶۵)                      | ۲۱٫۵ (۷۱)                      | ۱۹٫۸ (۶۸)                      | ۱۴٫۶ (۵۸)                      | ۹٫۰ (۴۸)                       | ۳٫۷ (۳۹)                       | ۰٫۵ (۳۳)                       | ۹ (۴۸٫۳)                       |
| میانگین روزانه °C (°F)                                                            | −۳٫۹ (۲۵)                      | −۴٫۷ (۲۴)                      | −۱٫۳ (۳۰)                      | ۳٫۹ (۳۹)                       | ۱۰٫۲ (۵۰)                      | ۱۴٫۶ (۵۸)                      | ۱۷٫۸ (۶۴)                      | ۱۶٫۳ (۶۱)                      | ۱۱٫۵ (۵۳)                      | ۶٫۶ (۴۴)                       | ۱٫۶ (۳۵)                       | −۲٫۰ (۲۸)                      | ۵٫۸۸ (۴۲٫۶)                    |
| میانگین کم‌ترین °C (°F)                                                            | −۶٫۵ (۲۰)                      | −۷٫۴ (۱۹)                      | −۴٫۱ (۲۵)                      | ۰٫۸ (۳۳)                       | ۶٫۳ (۴۳)                       | ۱۰٫۹ (۵۲)                      | ۱۴٫۲ (۵۸)                      | ۱۳٫۱ (۵۶)                      | ۸٫۷ (۴۸)                       | ۴٫۳ (۴۰)                       | −۰٫۶ (۳۱)                      | −۴٫۵ (۲۴)                      | ۲٫۹۳ (۳۷٫۴)                    |
| سابقهٔ کم‌ترین °C (°F)                                                              | −۳۴٫۳ (−۳۰)                    | −۳۱٫۵ (−۲۵)                    | −۲۴٫۵ (−۱۲)                    | −۱۶٫۳ (۳)                      | −۴٫۸ (۲۳)                      | ۰٫۷ (۳۳)                       | ۵٫۴ (۴۲)                       | ۲٫۸ (۳۷)                       | −۴٫۵ (۲۴)                      | −۱۱٫۶ (۱۱)                     | −۱۸٫۶ (−۱)                     | −۲۹٫۵ (−۲۱)                    | −۳۴٫۳ (−۳۰)                    |
| بارندگی میلی‌متر (اینچ)                                                            | ۵۲ (۲٫۰۵)                      | ۳۶ (۱٫۴۲)                      | ۳۸ (۱٫۵)                       | ۳۲ (۱٫۲۶)                      | ۳۷ (۱٫۴۶)                      | ۵۷ (۲٫۲۴)                      | ۶۳ (۲٫۴۸)                      | ۸۰ (۳٫۱۵)                      | ۵۶ (۲٫۲)                       | ۷۶ (۲٫۹۹)                      | ۷۰ (۲٫۷۶)                      | ۵۸ (۲٫۲۸)                      | ۶۵۵ (۲۵٫۷۹)                    |
| بارش برف سانتی‌متر (اینچ)                                                          | ۲۰ (۷٫۹)                       | ۲۴ (۹٫۴)                       | ۱۵ (۵٫۹)                       | ۰٫۴ (۰٫۲)                      | ۰ (۰)                          | ۰ (۰)                          | ۰ (۰)                          | ۰ (۰)                          | ۰ (۰)                          | ۰ (۰)                          | ۳ (۱٫۲)                        | ۱۰ (۳٫۹)                       | ۷۲٫۴ (۲۸٫۵)                    |
| میانگین روزانه ساعت‌های تابش آفتاب                                                 | ۳۸                             | ۷۰                             | ۱۳۸                            | ۱۹۴                            | ۲۸۴                            | ۲۹۷                            | ۲۹۱                            | ۲۳۸                            | ۱۵۰                            | ۹۳                             | ۳۶                             | ۲۹                             | ۱٬۸۵۸                          |
| منبع شماره ۱: Climatological statistics for the normal period 1981–2010           |                                |                                |                                |                                |                                |                                |                                |                                |                                |                                |                                |                                |                                |
| منبع شماره ۲: Helsinki, Kaisaniemi: climatological table (data source: open data) |                                |                                |                                |                                |                                |                                |                                |                                |                                |                                |                                |                                |                                |

## زیر مجموعه‌های هلسینکی
شهر هلسینکی، پایتخت فنلاند، اغلب به‌طور غیررسمی به سه منطقه جغرافیایی مجزا تقسیم می‌شود. اینها هیچ تعاریف مطلقی ندارند، اما تقریباً به این شرح هستند:
- مرکز شهر هلسینکی: ناحیه اصلی جنوبی (به جز لوتْتاساری) و بخش جنوبی ناحیه اصلی مرکزی.
- منطقه شهری هلسینکی: منطقه اصلی غربی به اضافه لوتْتاساری.
- هلسینکی شرقی: مناطق اصلی شرقی و جنوب شرقی.

تقسیمات فرعی شامل محله‌ها، نواحی، مناطق اصلی است. البته انبوهی از راه‌های رسمی مختلف برای تقسیم شهر، منبع سردرگمی ساکنان است، زیرا انواع مختلف تقسیمات فرعی اغلب نام‌های مشابه یا یکسان دارند.

## محله‌ها

هلسینکی از ۶۰ محله تشکیل شده‌است.

هلسینکی از ۶۰ محله تشکیل شده‌است. تقسیم به محلات، تقسیم رسمی است که توسط شورای شهر ایجاد می‌شود و برای برنامه‌ریزی شهری و سایر اهداف مشابه استفاده می‌شود. بیشتر محله‌ها از قرن نوزدهم به‌عنوان بخش‌های شماره‌دار شهر وجود داشته‌اند و نام‌های رسمی در سال ۱۹۵۹ به آنها اختصاص داده شد. پنج محله (شماره ۵۵–۵۹) در ۱ ژانویه ۲۰۰۹ الحاق شد.
امروزه هر محله با یک عدد دو رقمی بین ۰۱ و ۵۹ و یک نام رسمی به دو زبان فنلاندی و سوئدی (در برخی موارد ممکن است یکسان باشند) شناسایی می‌شود. علاوه بر این، یک محله بدون شماره به نام آلوئه‌مری وجود دارد که اساساً فقط از آب‌های سرزمینی بیرونی تشکیل شده‌است که به ساحل نمی‌رسد. محله‌ها بیشتر به سه و چهار رقم و بخش‌ها بیشتر به بلوک‌های جداگانه تقسیم می‌شوند.

### فهرست محله‌های هلسینکی
- ۰۱ کرونون‌هاکا
- ۰۲ کلووی
- ۰۳ کارتینکااوپونکی
- ۰۴ کامپی
- ۰۵ پوناووری
- ۰۶ ایرا، هلسینکی
- ۰۷ اولانلینا
- ۰۸ کاتایانوککا
- ۰۹ کایووپوئیستو
- ۱۰ سرنینن
  - ۱۰۲ کالاساتاما
- ۱۱ کاللیو
  - ۱۱۱ سیلتاساری
  - ۱۱۲ لینیات
  - ۱۱۳ ترکلین‌مکی
- ۱۲ آلپ‌پیهاریو
  - ۱۲۱ هاریو، هلسینکی
  - ۱۲۲ آلپپیلا
- ۱۳ تولوی پائین (هلسینکی)
- ۱۴ تولوی بالا (هلسینکی)
- ۱۵ میلاهتی
- ۱۶ روسکیاسوو
  - ۱۶۱ پیککوهووپالاهتی
- ۱۷ پاسیلا
  - ۱۷۱ پاسیلای غربی
  - ۱۷۲ پاسیلای شمالی
  - ۱۷۳ پاسیلای شرقی
  - ۱۷۴ پاسیلای مرکزی
- ۱۸ لااکسو
- ۱۹ موستیکاما–کرکئاساری
- ۲۰ لنسی‌ساتاما
  - ۲۰۱ روهولاهتی
  - ۲۰۲ لاپین‌لاهتی (هلسینکی)
  - ۲۰۳ یتکساری
  - ۲۰۴ هرنساری
- ۲۱ هرماننی
- ۲۲ واللیلا
- ۲۳ تواوکولا
  - ۲۳۱ تواوکولا
  - ۲۳۲ آرابیان‌رانتا
- ۲۴ کومپولا
- ۲۵ کپوله
- ۲۶ کسکلا
- ۲۷ وانهاکاوپونکی
- ۲۸ اولونکوله
  - ۲۸۱ پیرککولا
  - ۲۸۲ مااونولا
  - ۲۸۳ متسله
  - ۲۸۴ پاتولا، هلسینکی
  - ۲۸۵ وریمکی
  - ۲۸۶ مانولان‌پوئیستو
  - ۲۸۷ وریه‌لاسکو
- ۲۹ هاگا، هلسینکی
  - ۲۹۱ هاگای جنوبی
  - ۲۹۲ کیوی‌هاکا
  - ۲۹۳ هاگای شمالی
  - ۲۹۴ لاسسیلا
- ۳۰ مونکنیمی
  - ۳۰۱ وانهامونکنیمی
  - ۳۰۲ کوسیساری
  - ۳۰۳ لهتیساری
  - ۳۰۴ مونککیوری
  - ۳۰۵ نیمنمکی
  - ۳۰۶ تالینرانتا
- ۳۱ لاوتتاساری
- ۳۲ کنالا
- ۳۳ کارلا
  - ۳۳۱ کاننلمکی
  - ۳۳۲ مانوننوا
  - ۳۳۳ مالمینکارتانو
  - ۳۳۴ هاکونینماآ
  - ۳۳۵ کونینکانتاممی
- ۳۴ پاکیلا
  - ۳۴۱ پاکیلای غربی
  - ۳۴۲ پاکیلای شرقی
- ۳۵ تواومارینکوله
  - ۳۵۱ پالوهینه
  - ۳۵۲ ترپپارینمکی
  - ۳۵۳ تواومارینکارتانو
  - ۳۵۴ هالتیالا
- ۳۶ ویککی
  - ۳۶۱ ویکین‌رانتا
  - ۳۶۲ لاتوکارتانو
  - ۳۶۳ ویکین تیئدپویستو
  - ۳۶۴ ویکینمکی
- ۳۷ پوکینمکی
- ۳۸ مالمی
  - ۳۸۱مالمی شمالی
  - ۳۸۲ مالمی جنوبی
  - ۳۸۳ پیهلایامکی
  - ۳۸۴ تاتتاریهاریو
  - ۳۸۵ مالمین لنتوکنتته
  - ۳۸۶پیهلایستو
- ۳۹ تاپانین‌کوله
  - ۳۹۱ تاپانین‌واینیو
  - ۳۹۲ تاپانیلا
- ۴۰ سواوتاریلا
  - ۴۰۱ سیلتامکی
  - ۴۰۲تاپولیکااوپونکی
  - ۴۰۳ تویرینومی
- ۴۱ سورمتسه
  - ۴۱۱ پوئیستولا
  - ۴۱۲ هیکین لااکسو
  - ۴۱۳ تاتتاریسو
  - ۴۱۴ یاکمکی
  - ۴۱۵ آلپیکوله
- ۴۲ کولساری
- ۴۳ هرتتونیمی
  - ۴۳۱ هرتتونیمی غربی
  - ۴۳۲ روی‌هووری
  - ۴۳۳ تئولیسوسالو
  - ۴۳۴ هرتتونیمن‌رانتا
- ۴۴ تاممیسالو
- ۴۵ وارتیوکوله
  - ۴۵۱ وارتیوهاریو
  - ۴۵۲ پواوتیلا
  - ۴۵۳ پواوتین‌هاریو
  - ۴۵۴میوللی‌پورو
  - ۴۵۵ ماریانیمی
  - ۴۵۶ رویهوپلتو
  - ۴۵۷ ایتاکسکوس
- ۴۶ پیتینمکی
  - ۴۶۱ پایامکی
  - ۴۶۲ تالی، هلسینکی
  - ۴۶۳ ریمارلا
  - ۴۶۴ مارتتیلا، هلسینکی
  - ۴۶۵ پیتینمکی تئولیسوسالو
- ۴۷ مللون‌کوله
  - ۴۷۱ کنتولا، هلسینکی
  - ۴۷۲ وسالا
  - ۴۷۳مللون‌مکی
  - ۴۷۴ کیویککو
  - ۴۷۵ کورکیمکی
- ۴۸ وارتیوساری
- ۴۹ یالاسالو
  - ۴۹۱ اولیس‌کوله
  - ۴۹۲ یوللاس، هلسینکی
  - ۴۹۳ توللی‌ساری
  - ۴۹۴ تاهوونلاهتی
  - ۴۹۵ هوسالمی
- ۵۰ ویللینکی
- ۵۱ سانتاهامینا
- ۵۲ سوئومن‌لینا
- ۵۳ اولکسارت
  - ۵۳۱ لنسی‌سارت
  - ۵۳۲ ایتاسارت
  - ۵۳۳ آلوئه‌مری
- ۵۴ واوساری
  - ۵۴۱ واوساری مرکزی
  - ۵۴۲ نوردشن کارتانو
  - ۵۴۳ اوتلا
  - ۵۴۴ مری-راستیلا
  - ۵۴۵ کاللاهتی
  - ۵۴۶ آورینکلاهتی
  - ۵۴۷ راستیلا
  - ۵۴۸نینیساری
  - ۵۴۹ موستاووری
- ۵۵ اوسترسوندوم
- ۵۶ سالمنکاللیو
- ۵۷ تالوساری
- ۵۸ کارهوساری
- ۵۹ اولتونا، هلسینکی
  - ۵۹۱ لندبو
  - ۵۹۲ پورونیتتی
- (بدون شماره) آلوئه‌مری

## منطقه‌ها
علاوه بر تقسیم محله‌ای که برای اهداف برنامه‌ریزی شهری وجود دارد، شهر نیز به ۳۴ منطقه تقسیم شده‌است تا هماهنگی خدمات عمومی را تسهیل کند. این مناطق، که ممکن است شامل چندین محله باشند، به هفت ناحیه اصلی سازماندهی شده‌اند.
تقسیم منطقه با تصمیم شورای شهر در ۱۳ دسامبر ۱۹۸۲ ایجاد شد، زمانی که تعداد زیرمجموعه‌های مختلف مورد استفاده توسط ادارات مختلف شهرداری گیج کننده و مشکل ساز دیده شد. قبل از اصلاحات، در سال ۱۹۸۰، ۱۰۱ بخش مختلف توسط ادارات مورد استفاده قرار می‌گرفت که تنها ۱۷ بخش مربوط به تقسیمات محله رسمی بود.

### فهرست مناطق هلسینکی

هلسینکی به بخش‌های اصلی، ناحیه‌ها و بیشتر به بخش‌های فرعی تقسیم می‌شود.

آبی: هلسینکی جنوبی، صورتی: هلسینکی غربی، قهوه‌ای: هلسینکی مرکزی، سبز پررنگ: هلسینکی شمالی، آجری: هلسینکی شمال شرقی، سبز کمرنگ: جنوب شرقی، فسفری: هلسینکی شرقی، فیروزه‌ای: اوسترسوندوم

- ۱ ناحیه اصلی جنوبی هلسینکی
  - ۱۰۱ ویروننیمی
  - ۱۰۲ اولانلینا
  - ۱۰۳ کامپینمالمی
  - ۱۰۴ تولوی پائین (هلسینکی)
  - ۱۰۵ لاوتتاساری
- ۲ ناحیه اصلی غربی هلسینکی
  - ۲۰۱ رییولا
  - ۲۰۲ مونکنیمی
  - ۲۰۳ هاگا، هلسینکی
  - ۲۰۴ پیتینمکی
  - ۲۰۵ کارلا، هلسینکی
- ۳ ناحیه اصلی مرکزی هلسینکی
  - ۳۰۱ کاللیو
  - ۳۰۲ آلپ‌پیهاریو
  - ۳۰۳ واللیلا
  - ۳۰۴ پاسیلا
  - ۳۰۵ وانهاکاوپونکی
- ۴ ناحیه اصلی شمالی هلسینکی
  - ۴۰۱ مااونولا
  - ۴۰۲ پاکیلای غربی
  - ۴۰۳ تواومارینکوله
  - ۴۰۴ اولونکوله
  - ۴۰۵ پاکیلای شرقی
- ۵ ناحیه اصلی شمال شرقی هلسینکی
  - ۵۰۱ ویککی
  - ۵۰۲ پوکینمکی
  - ۵۰۳ مالمی
  - ۵۰۴ سواوتاریلا
  - ۵۰۵ پوئیستولا
  - ۵۰۶ یاکمکی
- ۶ ناحیه اصلی شمال شرقی هلسینکی
  - ۶۰۱ کولساری
  - ۶۰۲ هرتتونیمی
  - ۶۰۳ لایاسالو
- ۷ ناحیه اصلی شرقی هلسینکی
  - ۷۰۱ وارتیوکوله
  - ۷۰۲ میوللی‌پورو
  - ۷۰۳ مللون‌کوله
  - ۷۰۴ واوساری
- ۸ ناحیه اصلی اوسترسوندوم
  - ۸۰۱ اوسترسوندوم